# Петуховский сельсовет (Курганская область)
Петуховский сельсовет — упразднённые административно-территориальная единица и муниципальное образование со статусом сельского поселения в Петуховском районе Курганской области Российской Федерации.
Административный центр — село Петухово.
Законом Курганской области от 12 мая 2021 года № 49 к 24 мая 2021 года упразднён в связи с преобразованием муниципального района в муниципальный округ.

## История
Статус и границы сельского поселения установлены Законом Курганской области от 4 ноября 2004 года № 647 «Об установлении границ муниципального образования „Петуховский сельсовет“, входящего в состав муниципального образования „Петуховский район“».
Законом Курганской области от 20 сентября 2018 года N 90, в состав Петуховского сельсовета были включены все два населённых пункта упразднённого Троицкого сельсовета.

## Население
| 1989 | 2002 | 2004 | 2010 | 2012 | 2013 | 2014 |
| ---- | ---- | ---- | ---- | ---- | ---- | ---- |
| 458  | ↗460 | ↗475 | ↘460 | ↘440 | ↘437 | ↘418 |
| 2015 | 2016 | 2017 | 2018 | 2019 | 2020 |      |
| ↗425 | ↘409 | ↘393 | ↘384 | ↘360 | ↗585 |      |

## Состав сельского поселения
| № | Населённый пункт | Тип населённого пункта       | Население |
| - | ---------------- | ---------------------------- | --------- |
| 1 | Петухово         | село, административный центр | ↗585      |
| 2 | Казанцевское     | деревня                      | ↘96       |
| 3 | Троицкое         | село                         | ↘251      |